# Kaya (Südsudan)
Koordinaten: 3° 33′ N, 30° 53′ O
Kaya ist eine kleine Stadt im Bundesstaat Yei River (bis 2015 in Central Equatoria) im Südsudan.

## Lage
Die Stadt liegt an der Grenze zu Uganda. Auf der anderen Seite der Grenze liegt der Ort Oraba.

## Bevölkerung
Es gibt keine genauen Zahlen über die aktuelle Bevölkerung von Kaya, da aufgrund der unruhigen Lage in der Region eine große Anzahl von Vertriebenen in Kaya verbleiben bzw. Vertriebene aus Kaya noch vermisst werden.

## Geschichte
Kaya lag im umkämpften Gebiet des Sezessionskrieges im Südsudan und wurde am 10. März 1997 von der Rebellenarmee SPLA eingenommen.

## Wirtschaft
Aufgrund des Sezessionskrieges sind Infrastruktur, Handel und Gewerbe nur sehr schwach entwickelt. Seit dem Friedensabkommen zwischen der Regierung in Khartum und der SPLA vom Januar 2005 gibt es aber erste Anzeichen eines kleinen wirtschaftlichen Aufschwungs.
So wurde 2003 die Straße zwischen Kaya und Yei, finanziert durch HABITAT und das Welternährungsprogramm WFP verbessert. Ein großer Teil der Güter aus Uganda, die für Juba und den westlichen Teil des Südsudan bestimmt sind, passiert bei Kaya die Grenze.
Es gibt in Kaya einige kleine, im lokalen Stil errichtete Hotels und Gasthäuser.

## Religion
In Kaya gibt es ein Kirchengebäude der Presbyterianischen Kirche, das 2003 errichtet wurde.